# Emanuele Pacifici
Emanuele Pacifici (Roma, 15 giugno 1931 – Roma, 14 aprile 2014) è stato uno storico e superstite dell'Olocausto italiano, testimone della Shoah italiana.

## Biografia
Emanuele Pacifici nasce a Roma dal rabbino Riccardo Pacifici e da Wanda Abenaim in un'antica famiglia sefardita di origine spagnola e di tradizione rabbinica stabilitasi in Toscana, dapprima a Livorno e successivamente a Firenze, nel XVI secolo. Poco dopo la nascita di Emanuele, la famiglia si trasferisce a Rodi (all'epoca capitale delle  Isole italiane dell'Egeo) dove il padre è Gran Rabbino e direttore del Collegio rabbinico della locale comunità ebraica. Nel 1935 la famiglia ritorna in Italia, essendo il padre nominato Rabbino capo di Genova. Nel 1933 nasce la sorella Miriam Ruhama, morta precocemente, nel 1938 nasce il fratello Raffaele.
A causa delle leggi razziali fasciste del 1938 Emanuele è costretto ad interrompere precocemente gli studi nella scuola pubblica. Nel 1940 è mandato a studiare in un collegio ebraico a Torino e quindi a Casale Monferrato, mentre i genitori vivevano a Genova. Dopo l'8 settembre 1943 i sedici studenti del collegio (tutti bambini dai 7 ai 15 anni) furono nascosti per qualche giorno in casa dalla signora Giuseppina Gusmano finché genitori o parenti non poterono venire a riprenderli. Emanuele raggiunse la madre e il fratellino, nel frattempo rifugiatisi a Calci (Pisa) con l'aiuto costante dello zio Carlo Abenaim, futuro generale dell'esercito italiano nonché fratello di Wanda Abenaim, della DELASEM e del Card. di Genova Pietro Boetto, mentre il padre non volle abbandonare la comunità a Genova. Dopo l'arresto del padre il 4 novembre 1943, il segretario del Card. Boetto, don Francesco Repetto, avvertì personalmente la famiglia Pacifici di trasferirsi in luogo più sicuro a Firenze, dove il Card. Elia Dalla Costa li affidò alle cure di don Leto Casini. La madre e la nonna trovarono ospitalità nel convento delle Francescane Missionarie di Maria in Piazza del Carmine, mentre i due figli furono sistemati tra i bambini del collegio delle suore di Santa Marta a Settignano. Un delatore rivelò la presenza di ebrei nel Convento del Carmine: così Emanuele e Raffaele persero dopo il padre anche la madre, entrambi deportati e uccisi nelle camere a gas ad Auschwitz, insieme a molte altre persone appartenenti alla famiglia Pacifici, tra cui il cugino Alberto e lo zio  Samuele, entrambi rabbini ed entrambi deportati con le proprie famiglie. I fratelli Pacifici, Emanuele e Raffaele, rimasero nascosti nel convento a Settignano fino alla Liberazione di Firenze, il 4 agosto 1944, quando un soldato della Brigata ebraica aggregata in Italia all'Ottava Armata, Eliau Lubinski, incontrati casualmente i ragazzi,  li condusse a Roma restituendoli ai loro nonni e zii.
Stabilitosi a Roma, nel dopoguerra Emanuele Pacifici è stato autore e curatore di numerose opere dedicate alla conservazione del patrimonio orale della tradizione religiosa e culturale ebraica italiana.
Il 9 ottobre 1982 fu il ferito più grave dell'Attentato alla Sinagoga di Roma, che provocò la morte del piccolo Stefano Gaj Tachè e il ferimento di altre 36 persone e lasciò lo stesso Emanuele Pacifici tra la vita e la morte per diversi giorni.
Nel 1993 pubblica l'autobiografia: Non ti voltare. Autobiografia di un ebreo. È uno dei primi racconti autobiografici ad affrontare il problema dell'impatto traumatico che le persecuzioni ebbero sui bambini ebrei in Italia, anche tra coloro che non furono deportati nei campi di sterminio, costretti a lasciare le loro case e a vivere nascosti nella paura e spesso nel dolore della separazione o della perdita dei propri genitori.
La vita di Emanuele Pacifici ha ispirato un libro: Il cacciatore di Giusti di Ugo e Silvia Pacifici Noja.
Emanuele Pacifici è stato sposato per quasi sessant'anni con Gioia Pacifici Tagliacozzo da cui ha avuto due figli: Miriam Pacifici Lasry, che abita in Israele e Riccardo Pacifici, Presidente della Comunità Ebraica di Roma dal 2008 al 2015.

### La morte
Muore all'alba del 14 aprile 2014 a Roma all'età di 82 anni, e i suoi funerali vennero svolti lo stesso giorno alle 14, con un corteo funebre dal Tempio Maggiore fino alla sepoltura con cerimonia religiosa nel Cimitero Ebraico di Prima Porta.

## Opere
- Testimonianza sulla deportazione, Roma: Associazione Nazionale ex Internati, 1968
- Seder Berit-Mila, Roma: Tipografia Veneziana, 1979 (a cura di)
- La mezuza, introduzione e di Abramo Alberto Piattelli, Roma: Tip. Veneziana , 1980 (a cura di)
- Higgereth Musar, Lettera Morale di R. Moshe ben Nachman: Un messaggio di umiltà dal fondo dei secoli, presentazione e traduzione dall'ebraico di Alberto A. Piattelli, a cura di Emanuele Pacifici, Roma: Tip. Veneziana, 1982 (a cura di)
- Luci di Chanukka, Firenze: Giuntina, 1982 (a cura di)
- Un'antica usanza per il capodanno, Firenze: Giuntina, 1982, 19932 (a cura di)
- Riccardo Di Segni, La mitzva dei tefillin, Firenze: Giuntina, 1984 (a cura di)
- Kiddush, Havdalah per il sabato e le solennità, Firenze: Giuntina, 1985 (a cura di)
- Selichot: secondo il rito della comunità di Roma, trad. di Elio Piattelli e Abramo Alberto Piattelli, prefazione di Elio Toaff, s.l.: s.n., 1986 (a cura di)
- Abramo Alberto Piattelli, Benedizione della luna, Firenze: Giuntina, 1987 (a cura di)
- Berachot, Firenze: Giuntina, 1987 (a cura di)
- Non ti voltare: autobiografia di un ebreo, prefazione di Elio Toaff, postfazione di Riccardo Di Segni, Firenze: Giuntina, 1993, 20042 (postfazione alla seconda edizione di Antonia Dei)
- Davide Panzieri, Preghiere mattutine per giorni feriali, festivi e per il venerdì sera, Roma: La Deputazione Ebraica di Roma, 1996, 19892 (a cura di)
- Passeggiando per Roma ebraica e provincia: itinerari storici e tradizionali, raccontati da Emanuele Pacifici, testi di Veronica Rossi Coen e Stefano Testini, s. l. (ma Roma): s. n. (ma Litos), 2000 [anche in inglese: Strolling along Jewish Rome and Its Provinces: Historic Tours and Traditions]
- Rituale che gli ebrei di Roma usano recitare la sera precedente alla circoncisione ed in altre liete occasioni, introduzione e note di Nello Pavoncello, s.d.